# Bahaddin Güneş
Bahaddin Güneş oder Bahattin Güneş (* 10. März 1960 in Trabzon) ist ein ehemaliger türkischer Fußballspieler, -trainer und -funktionär. Er war Mitglied jener Mannschaft von Trabzonspor, die als erstes anatolisches Team die türkische Meisterschaft gewinnen konnte, und gehörte acht Spielzeiten der großen Mannschaft dieses Vereins an, die unter dem Spitznamen „Karadeniz Fırtınası“ ab 1975 ein Jahrzehnt lang den türkischen Fußball dominierte. Er ist der jüngere Bruder von Şenol Güneş, einem langjährigen Torhüter und Mannschaftskapitän von Trabzonspor.

## Spielerkarriere

### Verein
Güneş begann mit dem Vereinsfußball in der Nachwuchsabteilung von Trabzonspor, dem bekanntesten und erfolgreichsten Verein der Provinz Trabzon. Dieser Klub wurde 1967 durch die Fusion mehrerer örtlicher Vereine gegründet und hatte die Absicht, mit örtlichen Talenten der Provinz Trabzon in der 1. Lig zu repräsentieren. Nachdem Trabzonspor im Sommer 1974 in die 1. Lig aufgestiegen war und nebenbei zum ersten Mal in der Vereinsgeschichte das Türkische Pokalfinale erreichte, wurde in der zweiten Erstligasaison völlig überraschend die türkische Meisterschaft gewonnen. Bis zu dieser Saison entschieden die drei großen Istanbuler Vereine Beşiktaş Istanbul, Fenerbahçe Istanbul und Galatasaray Istanbul die Meisterschaft der 1. Lig unter sich. Daneben holte die Mannschaft in dieser Saison den Präsidenten-Pokal und den Premierminister-Pokal. In der Saison 1976/77 gelang dem Verein neben der Titelverteidigung in der türkischen Meisterschaft auch der erste Titel im Türkischen Pokal. Damit erreichte der Verein den ersten türkischen Double-Sieg der Vereinsgeschichte. Nach diesen sehr erfolgreichen zwei Spielzeiten vergab der Klub in der Spielzeit 1977/78 die Meisterschaft mit einem Punkt Unterschied an Fenerbahçe, konnte aber die zwei übrigen Pokale holen. In den beiden Spielzeiten 1978/79 und 1979/80 wurde wieder die türkische Meisterschaft geholt. 
Güneş wurde anschließend im Sommer 1980 in den Profikader aufgenommen und gab in der Ligapartie vom 8. März 1981 gegen Adanaspor sein Profidebüt. Im weiteren Saisonverlauf absolvierte er drei weitere Ligaeinsätzen. Seinem Klub gelang auch in der Saison 1980/81 die Titelverteidigung in der türkischen Meisterschaft. Dadurch gelang Trabzonspor nach Galatasaray Istanbul als zweiten Verein das Kunststück, dreimal in Folge die türkische Meisterschaft zu gewinnen. Nach diesen erfolgreichen drei Saisons vergab Trabzonspor die Meisterschaft mit einem Punkt an Beşiktaş und blieb auch nach langer Zeit titellos. Güneş eroberte in der Spielzeit 1981/82 einen Stammplatz und verteidigte diesen auch in der Saison 1982/83. Nach diesen zwei wenig erfolgreichen Spielzeiten investierte der Klub im Sommer 1983 in neue Spieler und holte aufstrebenden Jungspieler wie Hasan Şengün, Hasan Vezir und Kemal Serdar. Mit diesen Verstärkungen erlebte Trabzonspor einen guten Start in die Spielzeit 1983/84 und lieferte sich mit Fenerbahçe Istanbul und Galatasaray Istanbul ein Kopf-an-Kopf-Rennen um die türkische Meisterschaft. Vor dem 26. Spieltag belegte Trabzonspor mit lediglich einem Punkt Vorsprung zu den beiden Kontrahenten den 1. Tabellenplatz. Bereits in der Samstagspartie dieses Spieltages unterlag Galatasaray mit 0:3 Orduspor und ermöglichte so Trabzonspor durch einen Auswärtssieg gegen den anderen direkten Konkurrenten Fenerbahçe eine erste Vorentscheidung Richtung Meisterschaft. In der hart umkämpften und mit 26.000 Zuschauern ausverkauften Partie lieferten sich beide Mannschaften ein packendes Spiel. Trabzonspor gewann das Spiel durch Tor von Hasan Şengün in der 89. Minute mit 1:0. Durch diesen Sieg machte der Verein einen wichtigen Schritt Richtung Meisterschaft. Die verbliebenen Spieltage behielt sie souverän den Punktevorsprung und erreichte die Sechste und vorerst letzte Meisterschaft der Vereinsgeschichte. Güneş absolvierte in dieser Spielzeit 15 von möglichen 30 Ligapartien. Mit Trabzonspor gewann Güneş in dieser Saison auch den Türkischen Fußballpokal und war am zweiten und letzten türkischen Double-Sieg Trabzonspors beteiligt. Im Pokalwettbewerb erzielte er in acht Spielen vier Tore. Nach dieser Saison blieb Trabzonspor erst zwei Spielzeiten titellos. Dies führte dazu, dass im Sommer 1987 langjähriger Spieler wie Şenol Güneş und Güngör Şahinkaya ihre Karriere beendeten.
Nachdem auch in der Saison 1987/88 die erhoffte Wende nicht stattfand, wurde im Sommer 1988 eine weitere Revision im Kader durchgeführt. So verließ Güneş im Juni 1988 seinen Verein und wechselte zum Ligarivalen Konyaspor. Nach zwei Jahren für diesen Verein begann er ab dem Sommer 1990 für MKE Ankaragücü zu spielen. Bei diesem Verein gehörte er vier Spielzeiten lang zu den wichtigsten Leistungsträgern und konnte mit diesem in der Spielzeit 1990/91 den Premierminister-Pokal holen. Nachdem im Sommer 1994 Ali Osman Renklibay das Amt des Cheftrainers bei Ankaragücü übernommen hatte, verlor Güneş seinen Stammplatz. So wurde er im November 1994 an den Zweitligisten Istanbul Büyükşehir Belediyespor ausgeliehen und am Saisonende samt Ablöse an diesem Verein abgegeben. Hier spielte bis zum Sommer 1996 und beendete anschließend seine Karriere.

### Nationalmannschaft
Güneş begann seine Nationalmannschaftskarriere 1982 mit einem Einsatz für die türkische U-21-Nationalmannschaft. Bis zum November 1985 absolvierte er drei weitere U-21-Spiele, obwohl er bei den meisten Spielen deutlich über 21 Jahre alt war. Die Begebenheiten dieser regelwidrigen Einsätze sind nicht näher bekannt.
Güneş wurde im September 1978 vom Nationaltrainer Coşkun Özarı im Rahmen eines Qualifikationsspiels der Europameisterschaft 1984 gegen die albanische Nationalmannschaft zum ersten Mal für das Aufgebot der türkischen Nationalmannschaft nominiert, saß aber bei dieser Begegnung nur auf der Ersatzbank. und gab in dieser Begegnung sein A-Länderspieldebüt. Anschließend fand er keine Berücksichtigung mehr.

## Trainerkarriere
Güneş begann direkt im Anschluss an seine Spielerkarriere seine Trainerkarriere. Dabei übernahm er bei seinem letzten Verein, dem Zweitligisten Istanbul Büyükşehir Belediyespor den Co-Trainerposten und assistierte damit dem Cheftrainer Fahrettin Genç. Im Oktober arbeitete er beim Istanbuler Drittligisten Pendikspor als Cheftrainer. Nachdem er diesen Verein etwa eine Spielzeit trainiert hatte, blieb er etwa ein Jahr ohne Tätigkeit und begann ab Juli 1999 wieder bei Istanbul BB als Co-Trainer zu arbeiten. Diese Tätigkeit führte er bis zum Sommer 2001 fort und übernahm anschließend abermals Pendikspor als Cheftrainer. 
Im Sommer 2002 wurde er als Co-Trainer von seinem Heimatverein Trabzonspor vorgestellt und arbeitete mit dem Cheftrainer Samet Aybaba zusammen. Mit diesem setzte er seine Zusammenarbeit bei dessen nachfolgenden Stationen bei Ankaraspor, Gaziantepspor und Çaykur Rizespor fort. Ab dem November 2007 begann er wieder als Cheftrainer zu arbeiten und betreute für wenige Monate die Vereine Pazarspor und Adıyamanspor.
Ab Oktober 2009 begann er mit dem Cheftrainer Hüseyin Kalpar zusammenzuarbeiten und assistierte diesem bei dessen Stationen bei Samsunspor, Çaykur Rizespor und Göztepe Izmir.
Nach einer zweimonatigen Cheftrainertätigkeit im ersten Halbjahr 2004 beim Istanbuler Drittligisten Sarıyer SK begann er ab November 2014 den Fünftligisten Bayburt Grup İl Özel İdare GS zu betreuen.

## Erfolge

### Als Spieler
Mit Trabzonspor
- Türkischer Meister: 1980/81, 1983/84
- Türkischer Pokalsieger: 1983/84
- Präsidenten-Pokalsieger: 1982/83

Mit MKE Ankaragücü
- Premierminister-Pokalsieger: 1990/91
- TSYD-Ankara-Pokalsieger: 1990/91